# Bathygobius
Bathygobius és un gènere de peixos de la família dels gòbids i de l'ordre dels perciformes.

## Taxonomia
- Bathygobius aeolosoma (Ogilby, 1889)
- Bathygobius albopunctatus (Valenciennes, 1837)
- Bathygobius andrei (Sauvage, 1880)
- Bathygobius arundelii (Garman, 1899)
- Bathygobius burtoni (O'Shaughnessy, 1875)
- Bathygobius casamancus (Rochebrune, 1880)
- Bathygobius coalitus (Bennett, 1832)
- Bathygobius cocosensis (Bleeker, 1854)
- Bathygobius cotticeps (Steindachner, 1879)
- Bathygobius crassiceps (Jordan & Seale, 1906)
- Bathygobius curacao (Metzelaar, 1919)
- Bathygobius cyclopterus (Valenciennes, 1837)
- Bathygobius fishelsoni (Goren, 1978)
- Bathygobius fuscus (Rüppell, 1830)
- Bathygobius hongkongensis (Lam, 1986)
- Bathygobius karachiensis (Hoda & Goren, 1990)
- Bathygobius kreftii (Steindachner, 1866)
- Bathygobius laddi (Fowler, 1931)
- Bathygobius lineatus (Jenyns, 1842)
- Bathygobius meggitti (Hora & Mukerji, 1936)
- Bathygobius mystacium (Ginsburg, 1947)
- Bathygobius niger (Smith, 1960)
- Bathygobius ostreicola (Chaudhuri, 1916)
- Bathygobius padangensis (Bleeker, 1851)
- Bathygobius panayensis (Jordan & Seale, 1907)
- Bathygobius petrophilus (Bleeker, 1853)
- Bathygobius ramosus (Ginsburg, 1947)
- Bathygobius smithi (Fricke, 1999)
- Bathygobius soporator (Valenciennes, 1837)[2]
- Bathygobius versicolor (Fowler, 1945)[3][4][5][6][7][8]